# Malick Evouna
Malick Evouna (Libreville, Gabón; 28 de noviembre de 1992) es un futbolista de Gabón que juega en la posición de delantero centro y que actualmente milita en el Aswan SC de la Primera División de Egipto.

## Carrera

### Club
| Periodo   | Club                   |
| --------- | ---------------------- |
| 2009-2012 | Cercle Mbéri Sportif   |
| 2012–2013 | CF Mounana             |
| 2013–2015 | Wydad Casablanca       |
| 2015–2016 | Al-Ahly SC             |
| 2016–2018 | Tianjin Teda           |
| 2017      | → Konyaspor (cedido)   |
| 2019–2020 | CD Santa Clara         |
| 2020      | → CD Nacional (cedido) |
| 2020–2021 | CS Sfaxien             |
| 2022      | AS Pélican             |
| 2022–     | Aswan SC               |

### Selección nacional
A nivel de selecciones nacionales Evouna participó desde la categoría sub-20. Debutó con Gabón el 9 de noviembre de 2012 ante Arabia Saudita. Participó en la Copa Africana de Naciones 2015, donde anotó en el primer partido en la victoria por 2-0 ante Burkina Faso.
Evouna jugó 34 partidos con la selección nacional y anotó 12 goles hasta su retiro internacional en 2019.
| #  | Fecha      | Sede                                     | Rival           | Marcador | Resultado | Torneo                                                  |
| -- | ---------- | ---------------------------------------- | --------------- | -------- | --------- | ------------------------------------------------------- |
| 1  | 11-9-2012  | Stade Pierre Brisson, Beauvais, Francia  | Arabia Saudita  | 1–0      | 1–0       | Amistoso                                                |
| 2  | 5-3-2014   | Stade de Marrakech, Marrakech, Marruecos | Marruecos       | 1–0      | 1–1       | Amistoso                                                |
| 3  | 15-10-2014 | Stade du 4 Août, Uagadugú, Burkina Faso  | Burkina Faso    | 1–1      | 1–1       | Clasificación para la Copa Africana de Naciones de 2015 |
| 4  | 19-11-2014 | Stade d'Angondjé, Libreville, Gabón      | Lesoto          | 2–0      | 4–2       | Clasificación para la Copa Africana de Naciones de 2015 |
| 5  | 19-11-2014 | Stade d'Angondjé, Libreville, Gabón      | Lesoto          | 4–2      | 4–2       | Clasificación para la Copa Africana de Naciones de 2015 |
| 6  | 17-1-2015  | Estadio de Bata, Bata, Guinea Ecuatorial | Burkina Faso    | 2–0      | 2–0       | Copa Africana de Naciones 2015                          |
| 7  | 25-3-2015  | Stade Pierre Brisson, Beauvais, Francia  | Malí            | 1–1      | 4–3       | Amistoso                                                |
| 8  | 5-9-2015   | Stade d'Angondjé, Libreville, Gabón      | Sudán           | 1–0      | 4–0       | Amistoso                                                |
| 9  | 5-9-2015   | Stade d'Angondjé, Libreville, Gabón      | Sudán           | 3–0      | 4–0       | Amistoso                                                |
| 10 | 14-11-2015 | Stade d'Angondjé, Libreville, Gabón      | Mozambique      | 1–0      | 1–0       | Clasificación para la Copa Mundial de Fútbol de 2018    |
| 11 | 25-3-2016  | Stade de Franceville, Franceville, Gabón | Sierra Leona    | 2–0      | 2–1       | Amistoso                                                |
| 12 | 4-6-2016   | Stade Bouaké, Bouaké, Costa de Marfil    | Costa de Marfil | 1–2      | 1–2       | Amistoso                                                |

## Logros

### Club
- Botola (1): 2015
- primera División de Egipto (1): 2016
- Supercopa de Egipto (1): 2016

### Individual
- Goleador de la Primera División de Gabón en 2013.
- Goleador de la Botola en 2015.